# HD128834
HD128834 — хімічно пекулярна зоря спектрального класу
A1 й має видиму зоряну величину в смузі V приблизно  9,7.